# Esquadrilha da Fumaça
Esquadrilha da Fumaça é o nome popular do "Esquadrão de Demonstração Aérea" (EDA), da Força Aérea Brasileira, cujo objetivo é realizar demonstrações aéreas a fim de difundir, em âmbito nacional e internacional, a imagem institucional da Força Aérea Brasileira (FAB). 
As origens da Esquadrilha da Fumaça remontam ao início da década de 1940, quando foi criada a Escola de Aeronáutica na Base Aérea dos Afonsos, na cidade do Rio de Janeiro. A primeira demonstração aérea oficial do grupamento que formaria a Esquadrilha da Fumaça ocorreu em maio de 1952, para uma comitiva estrangeira que visitava a Escola. Formava-se ali o embrião da esquadrilha, dentro da Escola de Aeronáutica.
Em 1969, a "Escola de Aeronáutica" foi renomeada para Escola de Aeronáutica da Academia da Força Aérea (AFA) permanecendo na Base Aérea dos Afonsos até 1971, quando foi transferida para a cidade de Pirassununga, no estado de São Paulo. Em 1982, depois de seis anos de inatividade, a Esquadrilha da Fumaça foi reativada oficialmente denominada Esquadrão de Demonstração Aérea (EDA).
Sua missão é "realizar demonstrações aéreas a fim de difundir, em âmbito nacional e internacional, a imagem institucional da Força Aérea Brasileira (FAB)".

## História

Esquadrilha da Fumaça apresentando-se durante a Semana da Asa, Praia de Copacabana, 1958. Arquivo Nacional

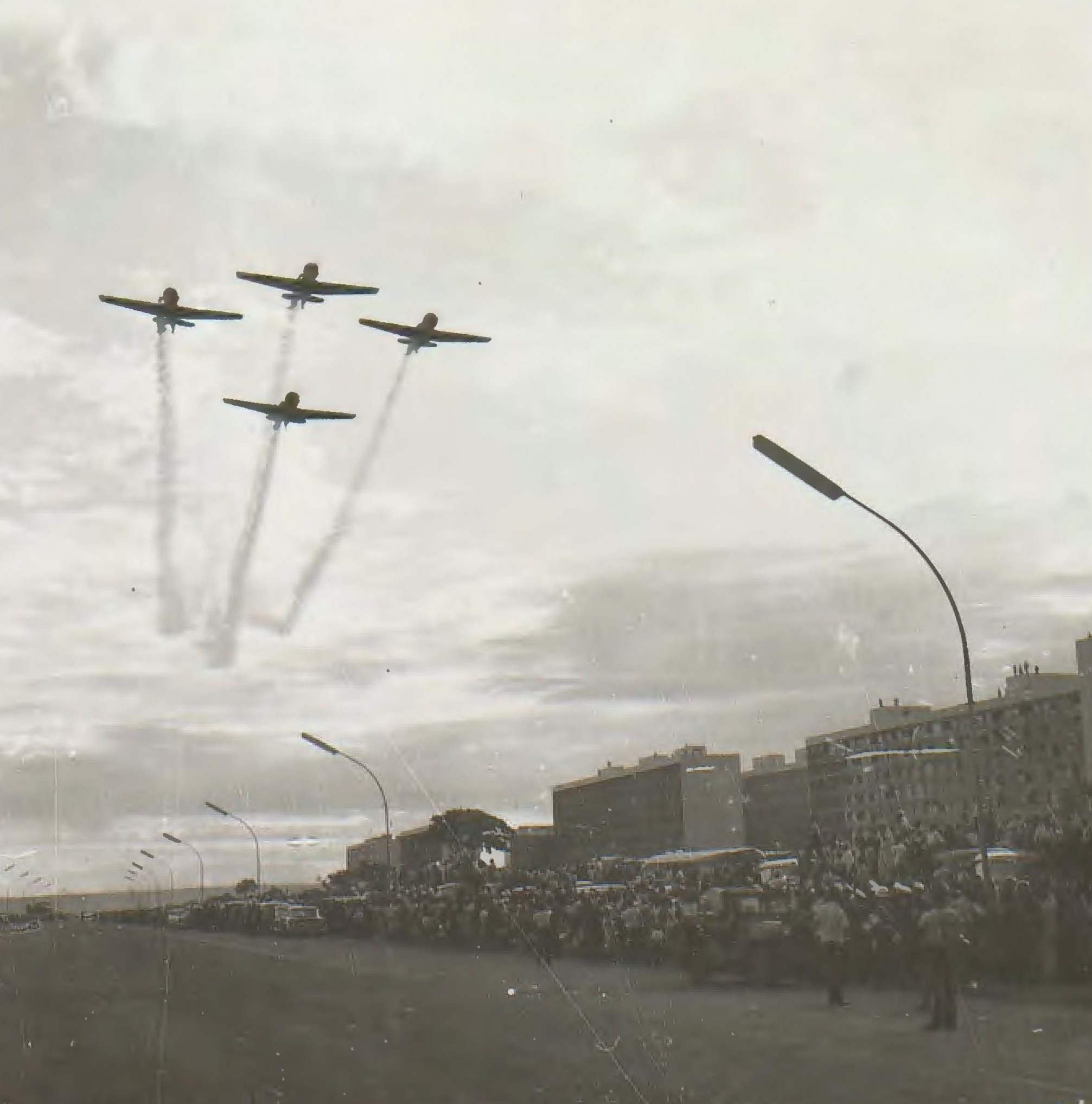
Inauguração de Brasília, 21 de abril de 1960. Arquivo Nacional

A Esquadrilha da Fumaça originou-se pela iniciativa de instrutores de voo da antiga Escola de Aeronáutica, sediada na cidade do Rio de Janeiro. Em suas horas de folga, os pilotos treinavam acrobacias em grupo para incentivar os cadetes a acreditarem em suas aptidões e na confiabilidade das aeronaves utilizadas na instrução.
Em 14 de maio de 1952, uma comitiva estrangeira em visita à Escola pôde apreciar a primeira demonstração oficial do grupo. Após algumas apresentações, percebeu-se a necessidade de proporcionar ao público uma melhor visualização das manobras executadas. Com isso, em 1953, acrescentou-se na aeronave utilizada a época, o North American T-6, um tanque de óleo exclusivo para a produção de fumaça. Foi assim que os Cadetes e o público, carinhosamente, batizaram a equipe de "Esquadrilha da Fumaça". A primeira escrita foi a sigla "FAB", nos céus da praia de Copacabana.
Com as aeronaves North American T-6, eram executadas manobras de precisão como "Loopings" e "Tounneaux" com duas aeronaves. Posteriormente, após os comentários em terra, onde discutiam todos os detalhes, os aviadores passaram a voar com três aeronaves e, finalmente, com quatro.
Em 1955, a Esquadrilha passou a ter cinco aviões de uso exclusivo, com distintivo e pintura próprios. Diante do elevado número de pedidos de demonstração, dava-se, então, o início da função de Comunicação Social da Esquadrilha, aumentando cada vez mais o número de cidades que passavam a conhecer a FAB por seu intermédio. Assim, a Esquadrilha da Fumaça foi aumentando o número de manobras e se popularizando cada vez mais no Brasil e no exterior, até que em 1963 foi transformada em "Unidade Oficial de Demonstrações Acrobáticas da Força Aérea Brasileira", única no mundo a se apresentar com aviões convencionais, até 1969.
Naquele ano a Fumaça recebeu sete jatos Super Fouga Magister que, por suas limitações técnicas, operaram até 1972. Como não haviam abandonado o velho T-6, continuaram as apresentações até que, em 1976, após 1.272 demonstrações, o então Ministério da Aeronáutica resolveu não utilizar mais a aeronave. A partir daquela data, a Fumaça cessou suas atividades por um breve período.
Alguns anos mais tarde, já na Academia da Força Aérea (AFA), em Pirassununga/SP, o seu Comandante incentivou a reativação da Fumaça. Após selecionar alguns instrutores, que passaram a treinar com os T-25 Universal que equipavam o Esquadrão de Instrução Aérea, colocou no ar o "Cometa Branco", o qual incorporou os procedimentos de segurança e a doutrina da antiga Fumaça.
A 10 de julho de 1980, aconteceu a primeira demonstração daquele grupo de instrutores, durante a cerimônia de entrega de Espadins aos Cadetes que, naquele ano, haviam ingressado na AFA. Após 55 demonstrações, os "Tangões" passaram a incorporar a famosa Fumaça e, em 21 de outubro de 1982, era criado o Esquadrão de Demonstração Aérea (EDA).
Em 8 de dezembro de 1983, foram adquiridos os EMB-312 Tucano da EMBRAER, aeronave utilizada até março de 2013. Com o tempo, as aeronaves e as acrobacias mudaram. Embora com uma estrutura bastante diferenciada do início, a essência da Esquadrilha mantém preservado o espírito de arrojo e determinação do grupo, procurando resguardar, hoje, os princípios que lhe deram sustentação ao longo da sua existência.
Seguindo sempre os últimos avanços em sistemas aviônicos, em março de 2013, a Esquadrilha da Fumaça iniciou o processo de implantação operacional e logística das aeronaves A-29 Super Tucano. O então comandante da Esquadrilha da Fumaça, tenente-coronel Marcelo Gobett Cardoso, durante a cerimônia dos 62 anos de história da unidade, realizada no dia 14 maio de 2014, afirmou: "Vivemos uma rotina atípica totalmente voltada à implantação de um novo projeto. O desafio de adequar a doutrina, a logística e os processos do Esquadrão às características do A-29 Super Tucano caminha ao encontro da missão que ansiamos, com equilíbrio e paciência, retomar".
As cores da Bandeira do Brasil continuaram a compor a pintura do novo avião, que ganhou tonalidades mais fortes e marcantes: a própria Bandeira Nacional é destacada na cauda do A-29, ressaltando o alto grau tecnológico da indústria brasileira e o excelente profissionalismo dos pilotos da Força Aérea, além de evocar o sentimento patriótico do público.
Em julho de 2015, a Fumaça retomou sua agenda de demonstrações e realizou uma apresentação na Cerimônia Militar de Entrega de Espadins da Turma Jaguar na Academia da Força Aérea (AFA), em Pirassununga/SP. O voo histórico no “Ninho das Águias” foi mais uma confirmação da forte ligação existente entre a Fumaça e os Cadetes, uma vez que a instituição foi criada para incentivá-los a confiarem em suas aptidões. O momento marcou a retomada das demonstrações após a conclusão do “Programa de Implantação da Aeronave A-29 Super Tucano no Esquadrão de Demonstração Aérea (EDA)".
Diante do reconhecimento nacional e internacional, concretizou-se como instrumento de difusão da política de Comunicação Social do Comando da Aeronáutica, atingindo um lugar de destaque nos principais meios de comunicação dos países por onde passa.
Com o tempo, as aeronaves e as acrobacias mudaram, mas a essência da Esquadrilha mantém preservado o espírito de arrojo e determinação do grupo.
Fatalidades no Esquadrão - No dia 28 de novembro de 1961, na cidade de Florianópolis em Santa Catarina. Durante uma solenidade militar, realizada na época do comando do coronel Lara Ribas, dois aviões Texan T-6 colidiram no ar. O avião pilotado pelo capitão Durval Pinto Trindade perdeu o leme e caiu no centro da cidade. O desastre foi nas proximidades do Largo Benjamin Constant. Por essa razão, o local ficou conhecido como Praça do Avião. O outro piloto com a asa danificada conseguiu fazer um pouso de emergência na Base Militar de Florianópolis.
No dia 1 de maio de 1995, o capitão Cláudio Gonçalves Gamba, piloto da aeronave número 7 do EDA, morreu após não conseguir se recuperar de um parafuso (manobra realizada com o avião), na apresentação no município de Rio Negrinho.
No dia 2 de abril de 2010, o capitão Anderson Amaro Fernandes, piloto da aeronave número 7 do EDA, faleceu ao chocar violentamente sua aeronave contra o solo após não conseguir completar uma recuperação a baixa altura, durante um show aéreo no município de Lages.
No dia 12 de agosto de 2013, por volta das 9h10, os Capitães Aviadores João Igor Silva Pivovar e Fabricio Carvalho estavam a bordo de uma aeronave A-29 Super Tucano do Esquadrão de Demonstração Aérea da FAB, em missão de treinamento, na Academia da Força Aérea, em Pirassununga/SP, quando tiveram de se ejetar do avião por complicações no voo e vieram a falecer no local. 
No dia 30 de julho de 2025, por volta das 10h30 da manhã, dois aviões da Esquadrilha da Fumaça colidiram no ar durante um treinamento na região entre Descalvado e Porto Ferreira, no interior de São Paulo. As aeronaves envolvidas eram do modelo A-29 Super Tucano. Um dos aviões caiu e foi completamente destruído, mas o piloto conseguiu se ejetar a tempo e sobreviveu, sem registro de feridos em solo. 

## Aviões utilizados

Chegada de aviões T6 no Rio de Janeiro. Aeronaves encomendadas pelo Brasil aos Estados Unidos

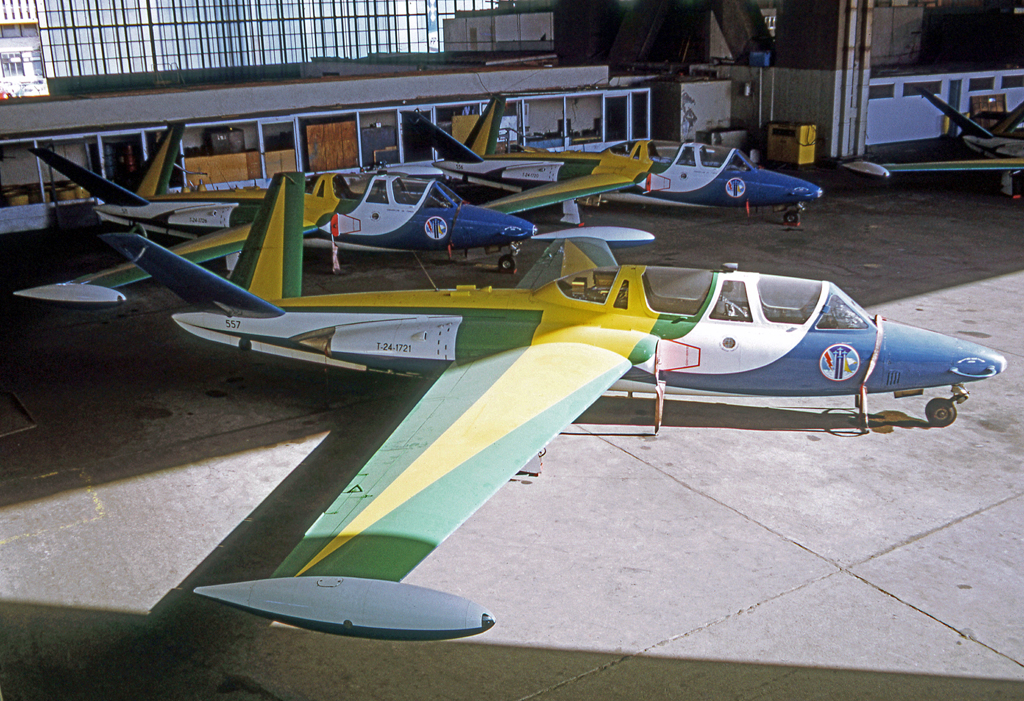
T-24 da Esquadrilha da Fumaça no Aeroporto Santos Dumont, Rio de Janeiro, 1972

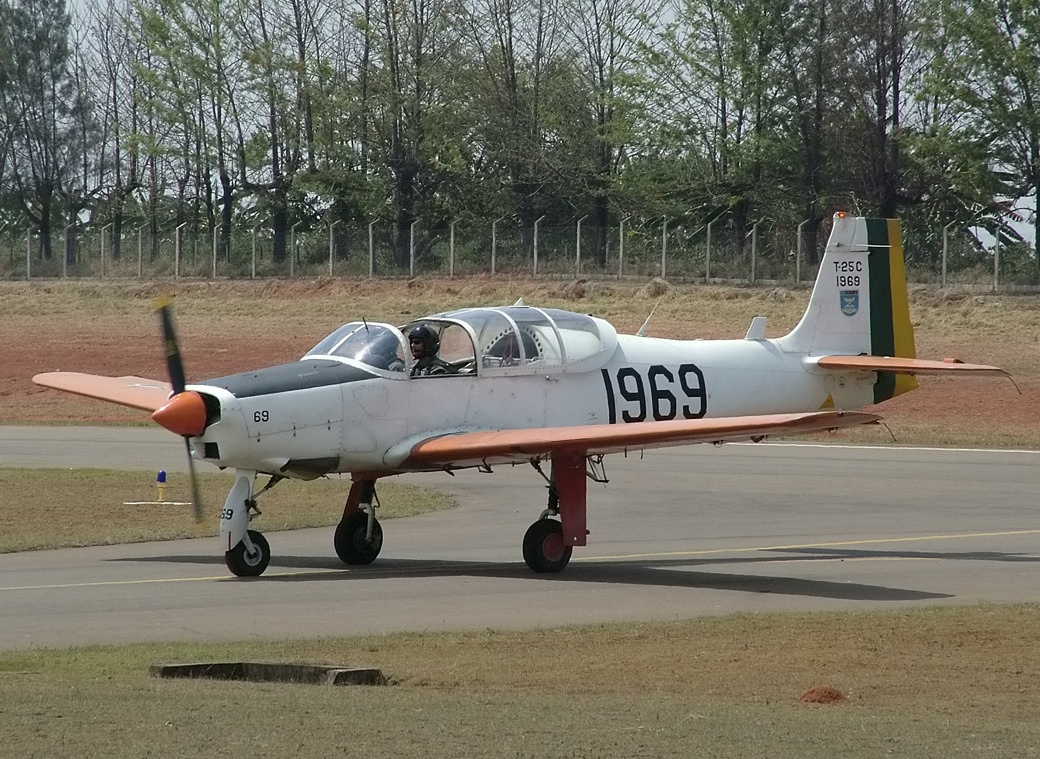
T-25 Universal, utilizado entre 1982 e 1983

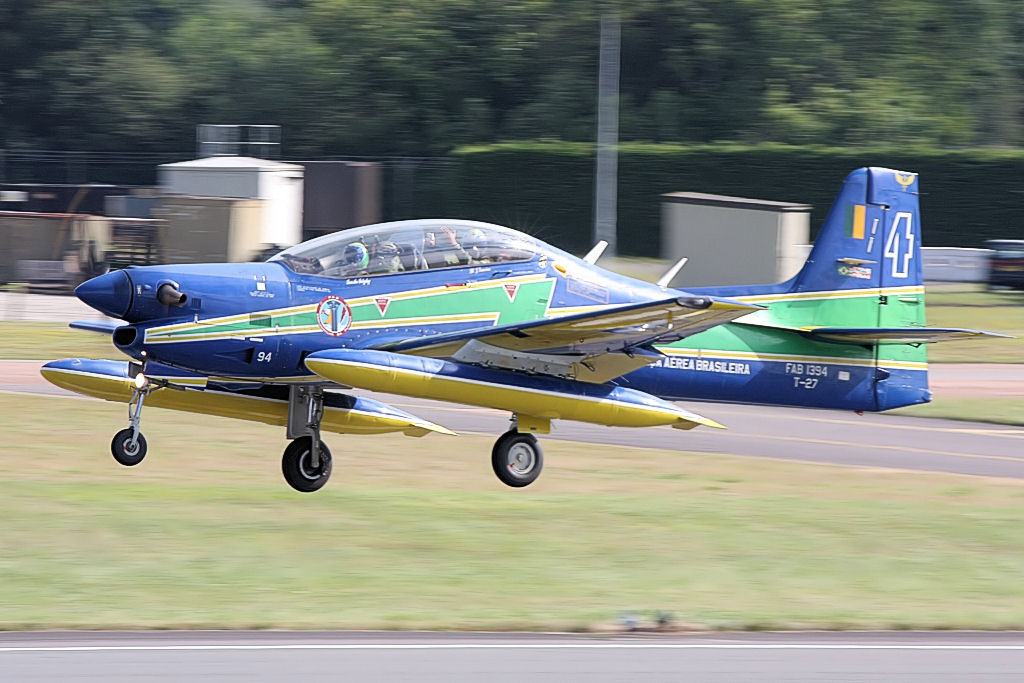
Embraer EMB-312 (T-27) Tucano

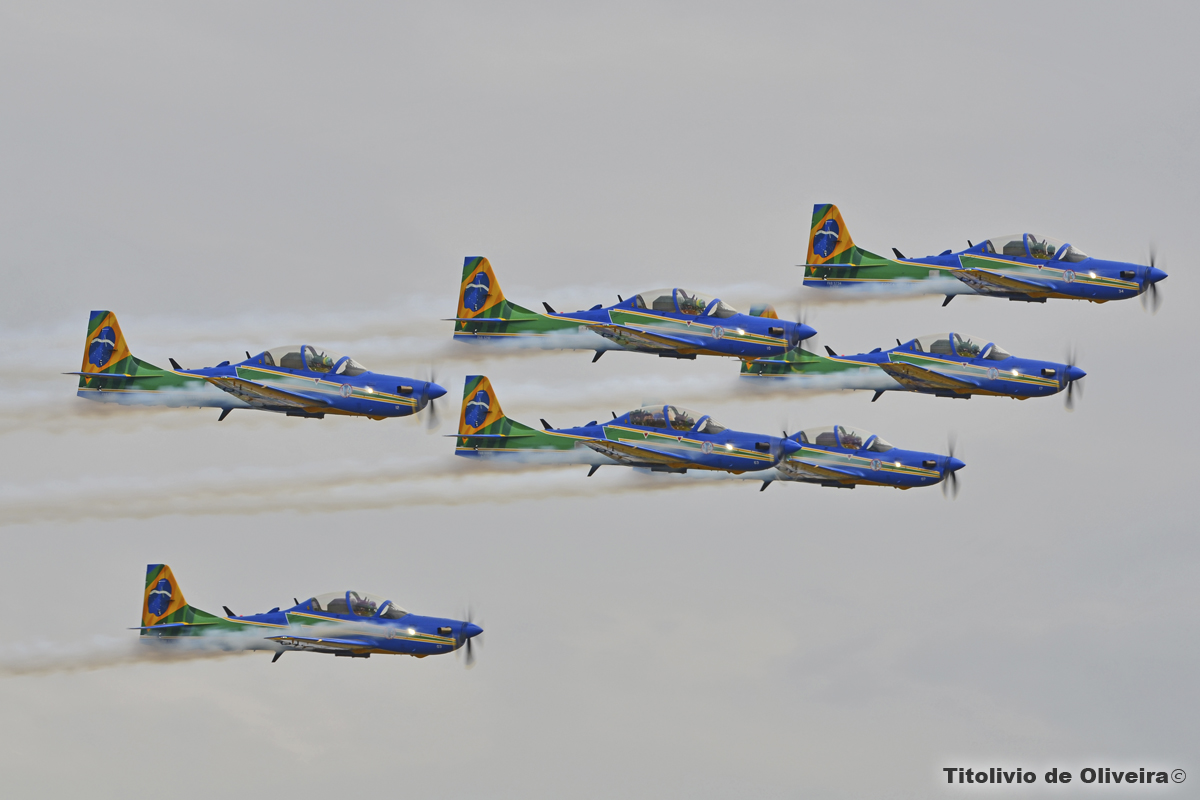
Com os A-29, a Esquadrilha da Fumaça sobrevoa a Academia da Força Aérea.

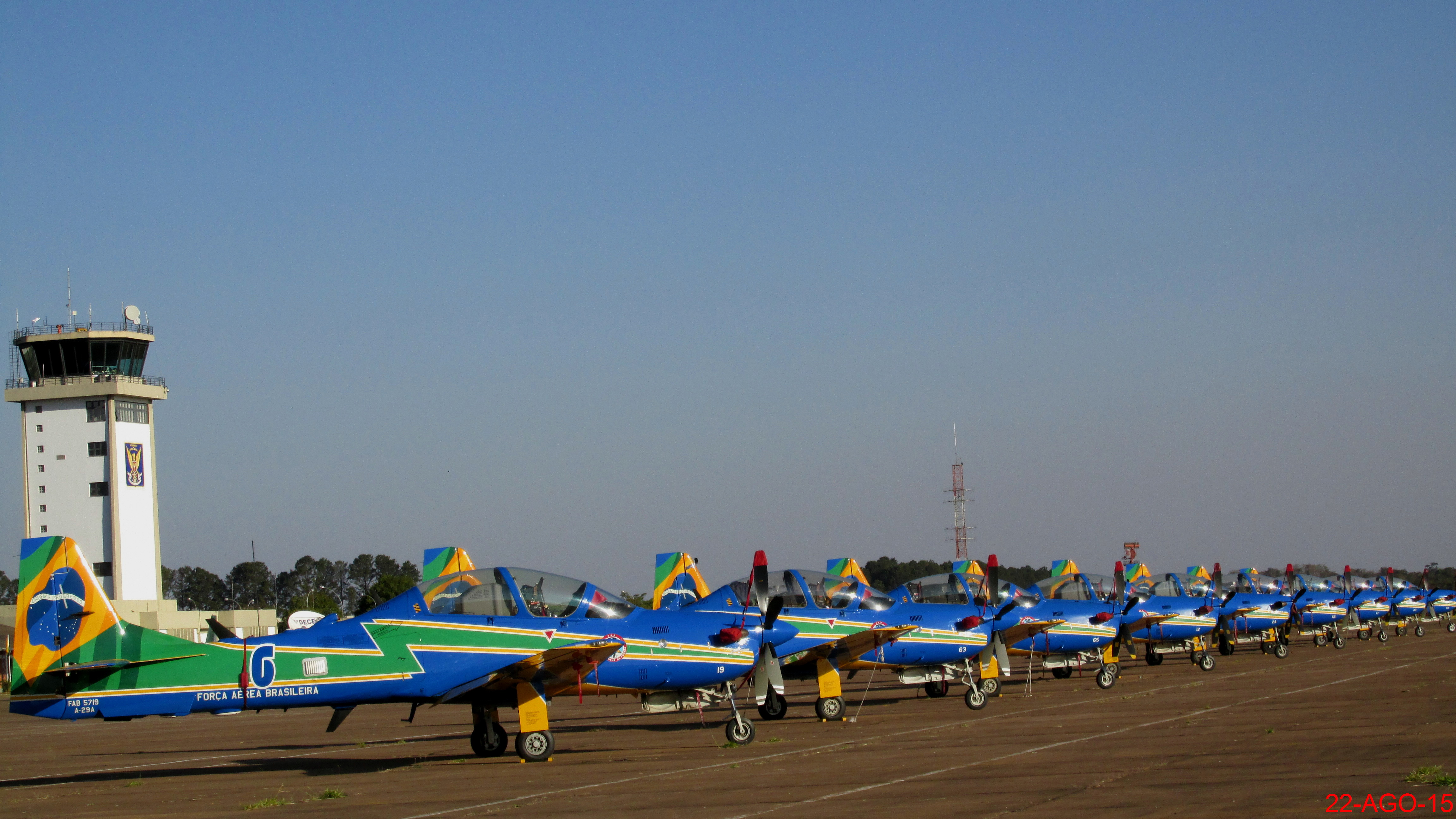
A-29 da Esquadrilha da Fumaça na Academia da Força Aérea.

- North-American T-6 Texan (1952 – 1976): as aeronaves North-American T-6, fabricadas sob licença no Brasil durante a 2° Guerra Mundial, tinham uma velocidade de 240 km/h em voo de cruzeiro, com uma autonomia de 750 km. Realizaram um total de 1225 demonstrações, tendo sido desativados em 1976, em decorrência de fadiga natural das aeronaves e alto custo de manutenção.
- Fouga Magister (1969 – 1972): para acompanhar a evolução dos equipamentos utilizados pelas outras esquadrilhas acrobáticas do mundo, que utilizavam aeronaves com motores a reação, a Esquadrilha da Fumaça recebeu os jatos de fabricação francesa Fouga Magister CM 170R, denominados T-24 na FAB. Devido às suas características de baixa autonomia e operação apenas em pistas pavimentadas, as demonstrações com o T-24 ficaram restritas aos grandes centros. Como os T-24 não satisfizeram os requisitos necessários ao tipo de missão da Esquadrilha da Fumaça, foram utilizados até 1972, simultaneamente com os North-American T-6 Texan, realizando 46 demonstrações.
- Neiva T-25 (1982 – 1983): em 21 de outubro de 1982, a Esquadrilha da Fumaça foi reativada com o nome oficial de Esquadrão de Demonstração Aérea (EDA). Enquanto se aguardava o recebimento do T-27 Tucano, a aeronave T-25 Universal foi utilizada por um curto período, até o final de 1983, realizando 55 demonstrações no total. O T-25 ainda é utilizado na formação básica dos futuros oficiais aviadores da FAB.
- Embraer EMB-312 Tucano (1983 – 2013): os T-27 Tucano, fabricados pela Embraer, realizaram a primeira demonstração aérea no dia 8 de dezembro de 1983, nas festividades de formatura dos aspirantes a Oficial da FAB e ficaram por 30 anos realizando demonstrações aéreas no EDA.
- Super Tucano A-29 (2013 – atualmente): em 30 de setembro de 2012 foram recebidas as duas primeiras aeronaves Super Tucano A-29,[8] que, a partir dos anos seguintes, passaram a substituir os T-27 nas demonstrações aéreas. Os T-27 desativados pelo EDA foram alocados para utilização em treinamentos pela Academia da Força Aérea, em Pirassununga.

A partir de 2002, as aeronaves passaram a exibir as cores da Bandeira do Brasil. Já foram realizadas quase quatro mil demonstrações com essa aeronave.[carece de fontes?]

### Algumas manobras

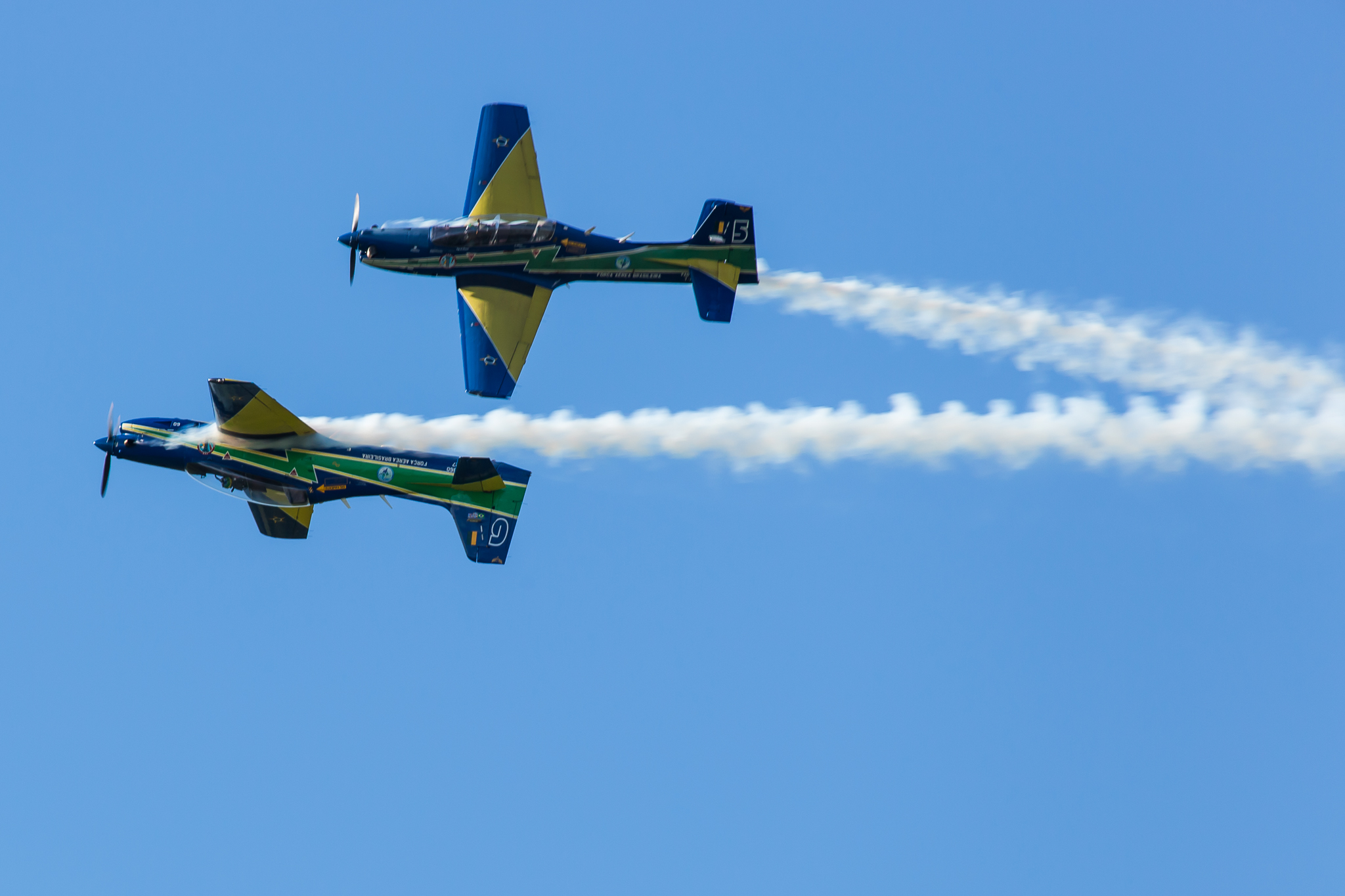
Manobra Panqueca.

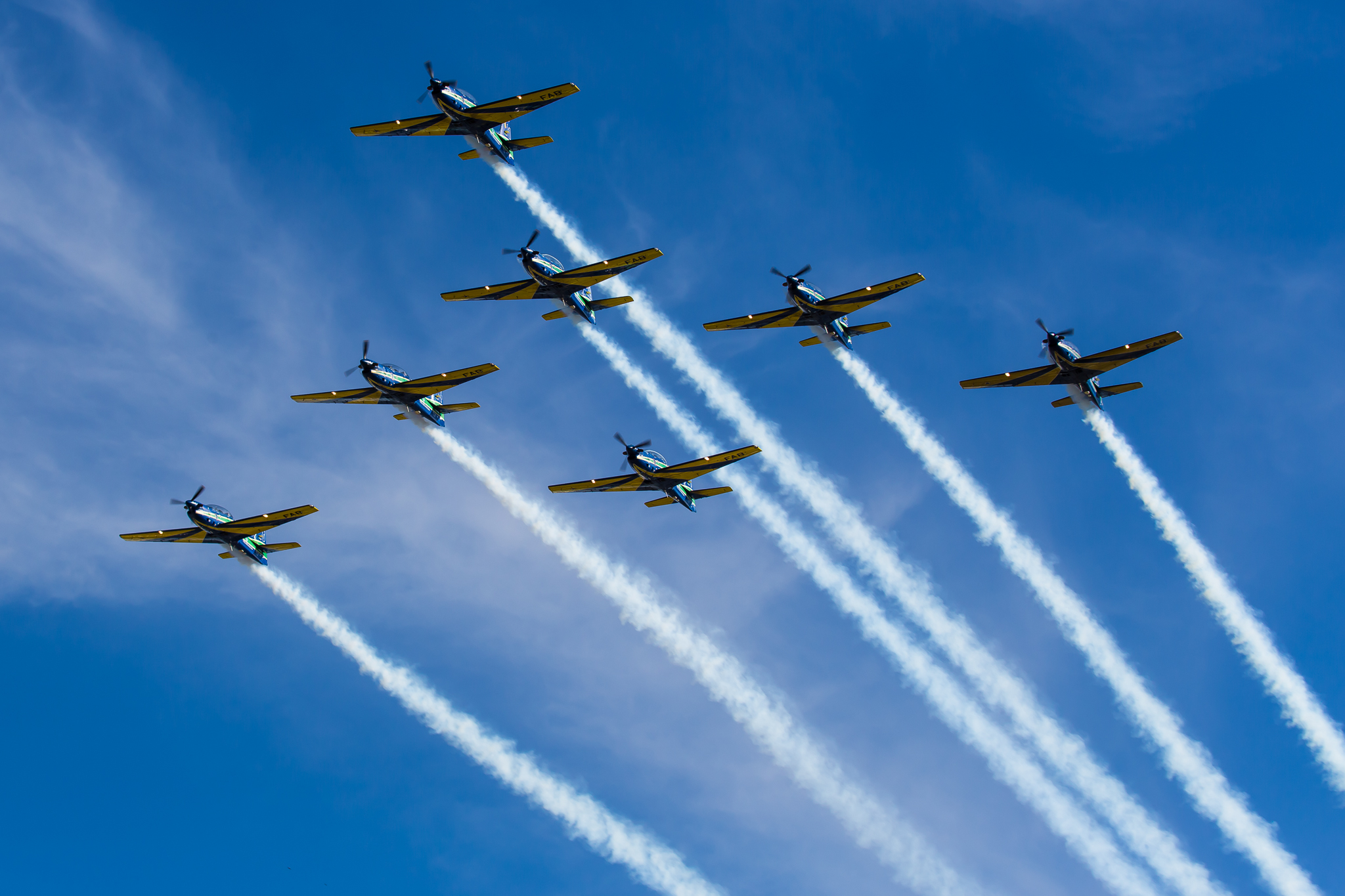
T-27 Tucano.

Existem uma série de manobras que podem ser feitas.
- Split
- Cruzamento Duplo
- Panqueca
- Looping em leque
- Coração
- Break
- Looping com desfolhado
- Looping coincidente com cruzamento lento
- Lancevak
- Bomba
- Bolota
- Espelhão
- Barril com seis aeronaves com meio looping
- DNA com duas voltas
- Snap Roll
- Grossura
- Bolota invertida (Curva de máxima performance em voo invertido)
- Tonneau simultâneo reverso
- Oito cubano
- Estol de badalo
- Chumbóide

### Missão

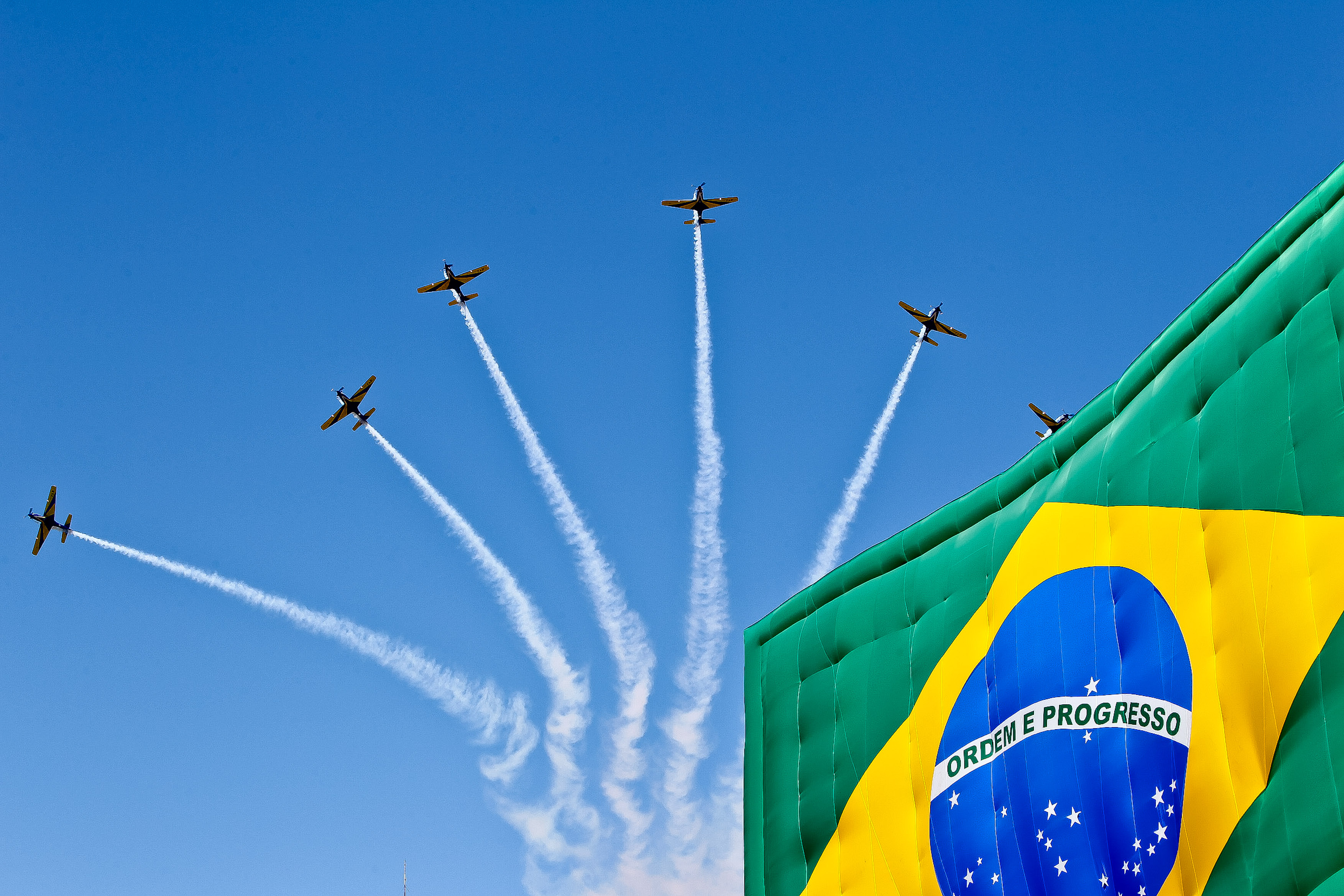
Apresentação em Brasília no 7 de setembro de 2011.

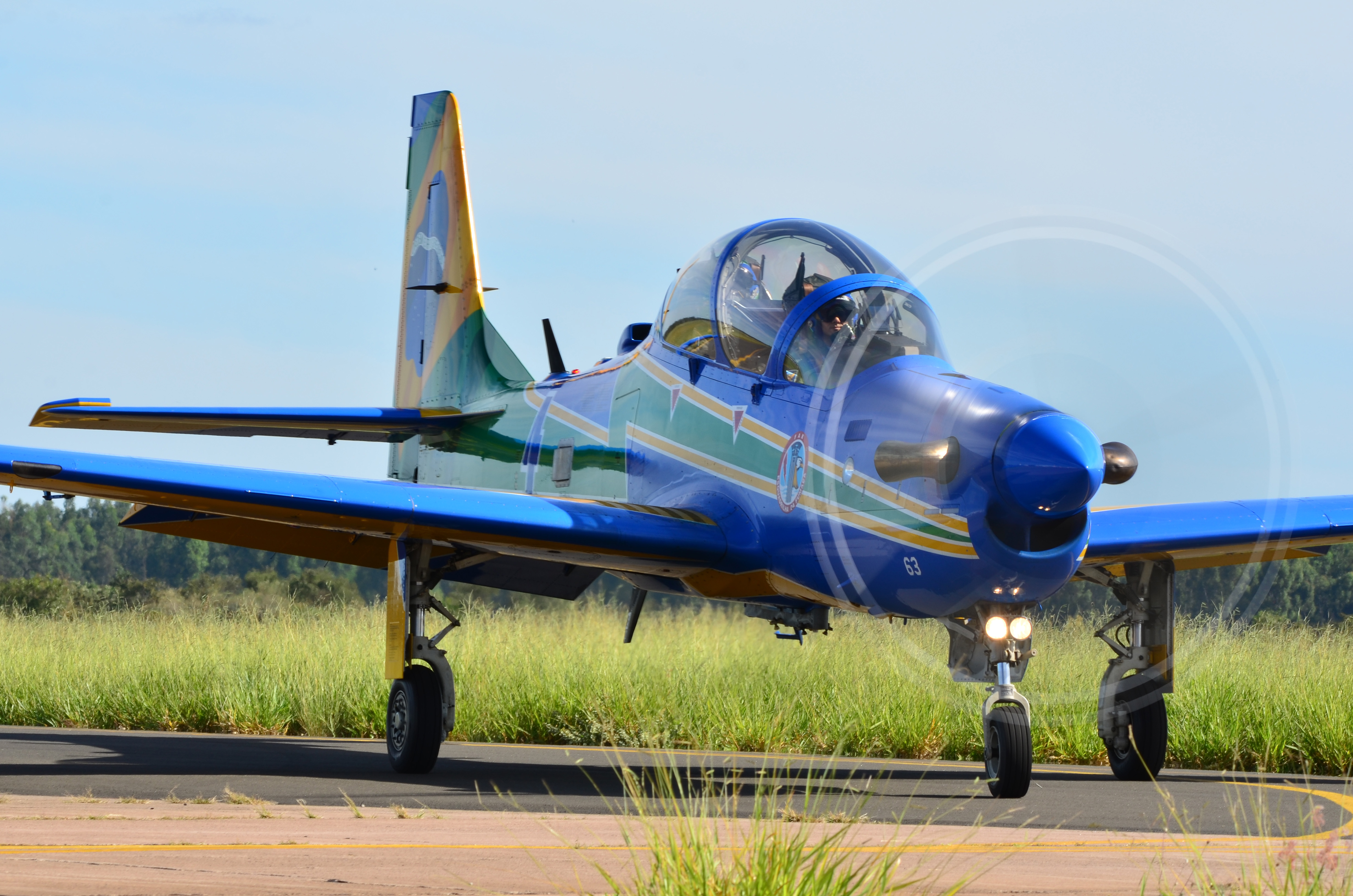
A-29 Super Tucano taxiando na Academia da Força Aérea (Brasil).

Realizar demonstrações aéreas, em âmbito nacional e internacional, a fim de difundir a imagem institucional da Força Aérea Brasileira.

### Atribuições do EDA
- Estimular e desenvolver as vocações e a mentalidade aeronáuticas;
- Valorizar a Força Aérea Brasileira (FAB) e o sentimento de nacionalismo;
- Expressar a afirmação e o profissionalismo de todos os componentes da FAB;
- Demonstrar o alto grau de treinamento e a capacidade dos pilotos brasileiros;
- Comprovar a qualidade dos produtos da indústria aeronáutica brasileira;
- Contribuir para uma maior integração entre a FAB e as demais Forças Singulares;
- Estimular o entrosamento entre os segmentos civil e militar ligados à atividade aeronáutica;
- Representar a FAB no exterior como instrumento diplomático;
- Difundir a Política de Comunicação Social do COMAER;
- Participar do processo de integração nacional, marcando a presença da FAB nos eventos realizados em todo o Brasil.

## Outros grupos
Outros grupos de acrobacias aéreas pelo mundo:
- Esquadrilha OI (Brasil)
- Halcones (Chile)
- Cruz del Sur (Argentina)
- Frecce Tricolori (Itália)
- Patrouille de France (França)
- Thunderbirds (EUA)
- Blue Angels (EUA)
- Red Arrows (Reino Unido)
- Asas de Portugal (Portugal)
- Blue Impulse (Japão)
- Snow Birds (Canadá)
- Russian Knights (Rússia)
- Wings of Storm (Croácia)